# Guangfu Airport
Guangfu Airport är en flygplats i Kina. Den ligger i provinsen Jiangsu, i den östra delen av landet, omkring 180 kilometer sydost om provinshuvudstaden Nanjing. Guangfu Airport ligger 9 meter över havet. Den ligger vid sjön Wuli Hu.
Runt Guangfu Airport är det tätbefolkat, med 636 invånare per kvadratkilometer. Närmaste större samhälle är Suzhou, 19,0 km öster om Guangfu Airport. Trakten runt Guangfu Airport består till största delen av jordbruksmark.
Genomsnittlig årsnederbörd är 1 613 millimeter. Den regnigaste månaden är augusti, med i genomsnitt 234 mm nederbörd, och den torraste är januari, med 55 mm nederbörd.